# 닥터 돕스 저널
닥터 돕스 저널(Dr. Dobb's Journal, DDJ)은 미국의 UBM에서 발간한 컴퓨터 프로그래밍을 주제로 하는 월간지이다. 1976년에 창간되었으며 하드웨어보다는 주로 컴퓨터 소프트웨어를 중심으로 간행된 첫 번째 정기 잡지이다. 2009년 종이 간행물 발간이 중단되어 InformationWeek지의 코너인 Dr. Dobb's Report와 웹 사이트 Dr. Dobb's 로 전환되었으며, PDF 형태의 월간지로도 발간되었으나, 2014년 12월 말을 끝으로 모든 출발물의 발간을 중단했다. 현재는 2014년까지의 발간 내용을 보관한 웹 사이트가 공개되어 있다.
닥터 돕스는 졸트상(Jolt Awards)을 계속 운영하였으며 1995년부터 "Dr. Dobb's Excellence in Programming Award"라는 이름으로 운영하였다.